# Хамм-Брюхер, Хильдегарда
Хильдега́рда Хамм-Брю́хер (нем. Hildegard Hamm-Brücher; 11 мая 1921, Эссен — 7 декабря 2016, Мюнхен) — немецкий политический деятель, член СвДП (до 2002), государственный министр в министерстве иностранных дел (1976—1982).

## Биография
Росла в Далеме, после смерти родителей с братьями и сёстрами переехала к бабушке в Дрезден.
С 1933 года училась в Дрезденской женской гимназии, поступив в четвёртый класс. В 1937 году была исключена из Дрезденского плавательного союза, в том же году перешла в интернат Салем, но через год оставила и его, так как её бабушка была еврейкой. В 1939 году окончила женскую школу имени Фридриха и Луизы в Констанце.
Во время Второй мировой войны изучала химию в Мюнхене. В это время познакомилась с членами «Белой розы» Александром Шморелем, Вилли Графом, с которыми, не зная об их основной деятельности, чувствовала, по собственному высказыванию, духовную общность. В 1945 году, защитив работу «Untersuchungen an den Hefemutterlaugen der technischen Ergosterin-Gewinnung», получила степень доктора естественных наук (научный руководитель — Генрих Виланд, защищавший её также от преследования гестапо).
С 1945 года, после войны, работала научным редактором в Neue Zeitung у Эриха Кестнера, писала статьи о пенициллине, ДДТ, атомной бомбе. В 1946 году познакомилась с Теодором Хойсом (тогда — министр по делам образования и религии в Баден-Вюртемберге), который посоветовал ей заняться политикой. С мая 1948 по 1954 год — депутат Мюнхенского муниципалитета (была избрана по списку Свободной демократической партии в Баварии).
В 1949—1950 годы — стипендиат политических наук в Гарвардском университете.
В 1950—1966 и в 1970—1976 годы — депутат Баварского ландтага. На выборах 1962 года, несмотря на позиционирование на 17 месте в верхне-баварском списке, получила первое место по числу «вторых голосов» (43 000 из 90 000 вторых голосов). С 1972 года — председатель фракции СвДП в ландтаге.
В 1963 году была избрана в федеральное правление СвДП, в 1972—1976 замещала федеральных председателей партии; член федерального правления СвДП также в 1985—1991 годы.
С 1967 года — государственный секретарь министерства по делам образования и религии (министр — Эрнст Шютте) земли Гессен. С 22 октября 1969 по 31 мая 1972 года работала государственным секретарём в Федеральном министерстве образования и науки (министр — Ганс Лойсинк).
В 1976—1990 годы — депутат Бундестага. В своём выступлении 1 октября 1982 по поводу вотума недоверия федеральному канцлеру Гельмуту Шмидту высказалась против выбора Гельмута Коля и за переизбрание Гельмута Шмидта:

Я нахожу, что не заслужили оба: Гельмут Шмидт — быть отрешённым без избирательного вотума, и Вы, Гельмут Коль, — стать канцлером без избирательного вотума. Без сомнения, оба отвечают условным процессам в соответствии с конституцией. Но у них всё же есть, по моему ощущению, одиозность раненого демократического приличия.
Оригинальный текст (нем.)Ich finde, daß beide dies nicht verdient haben: Helmut Schmidt, ohne Wählervotum gestürzt zu werden, und Sie, Helmut Kohl, ohne Wählervotum zur Kanzlerschaft zu gelangen. Zweifellos sind die beiden sich bedingenden Vorgänge verfassungskonform. Aber sie haben nach meinem Empfinden doch das Odium des verletzten demokratischen Anstands.— цит. по: G.Spörl, 1996, S. 58—59
Одновременно с 16 декабря 1976 по 17 сентября 1982 года — государственный министр в министерстве иностранных дел (при министре иностранных дел Гансе-Дитрихе Геншере); входила в состав 2-го и 3-го правительств Шмидта.
В 1994 году баллотировалась на выборах федерального президента. В третьем туре выборов решением партии её кандидатура была снята в пользу Романа Херцога.
В партийной деятельности оставалась приверженной либеральным принципам. Не участвовала ни в смене власти в 1982 году, ни в попытке амнистировать Отто Ламбсдорфа в афере Флика, что было одной из причин неуважения её Геншером и Ламбсдорфом, препятствовавшими получению ею должности во фракции и в Бундестаге в 1982—1990 годы.
22 сентября 2002 года из-за антисемитских тенденций в СвДП (антиизраильской, пропалестинской позиции тогдашнего партийного заместителя Юргена Мёллеманна на парламентских выборах) вышла из партии.
В 2015 году состояние её здоровья ухудшилось: последовали два перелома шейки бедра, провалы памяти, нарушения равновесия.

### Семья
Отец — Пауль Брюхер (нем. Paul Brücher; ? — 1931, умер от перитонита), участник Первой мировой войны, юрист, директор Берлинского филиала Elektro-Thermit; мать — Лилли (урожд. нем. Lilly Pick; ? — 1932).
Братья — Эрнст (1925—2006), издатель; Дитмар. Во время Второй мировой войны оба находились в лагерях (в Розице) на принудительных работах.
Муж (с 1956) — Эрвин Хамм (11.11.1909, Мюнхен — 3.2.2008), юрист, политик, член ХСС;
- дети: сын, дочь.

## Награды и признание
- почётный доктор Папского католического университета Перу (1980)
- Баварская конституционная медаль[нем.] (1989)
- Золотая гражданская медаль Мюнхена[нем.] (1991)
- медаль Бубера и Розенцвейга (1992)
- Большой крест ордена «За заслуги перед Федеративной Республикой Германия» со звездой и плечевой лентой (1993)
- почётный гражданин Мюнхена (1995)
- премия имени Вильгельма Гегнера фракции СДПГ Баварского ландтага (1996)
- Международная премия мира имени Лотара Крайссига (Магдебург, 2001) — за усилия по согласию, молодёжному обмену с Восточной Европой и диалог между христианами и евреями
- Вартбургская премия[нем.] (2002) — за деятельность в фонде Теодора Хойса[нем.] по развитию политической культуры, за борьбу по обновлению демократии, за деятельность в политике ослабления напряжённости и неутомимость в политике в области образования[13]
- почётный доктор Йенского университета имени Фридриха Шиллера (факультет социальных и поведенческих наук, 2005) — за вклад в реформу и модернизацию образования и воспитания
- премия[нем.] имени Хайнца Галински[нем.] (2005)
- премия[нем.] имени Ойгена Когона (Кёнигштайн, 2010) — «за прожитую демократию»
- премия[нем.] имени Марион Дёнгоф за международное согласие и примирение (2011) — «за дела жизни».